# Mesonchium poriferum
Mesonchium poriferum är en rundmaskart som beskrevs av Nathan Augustus Cobb 1920. Mesonchium poriferum ingår i släktet Mesonchium och familjen Comesomatidae. Inga underarter finns listade i Catalogue of Life.